# ناقلة البضائع السائبة

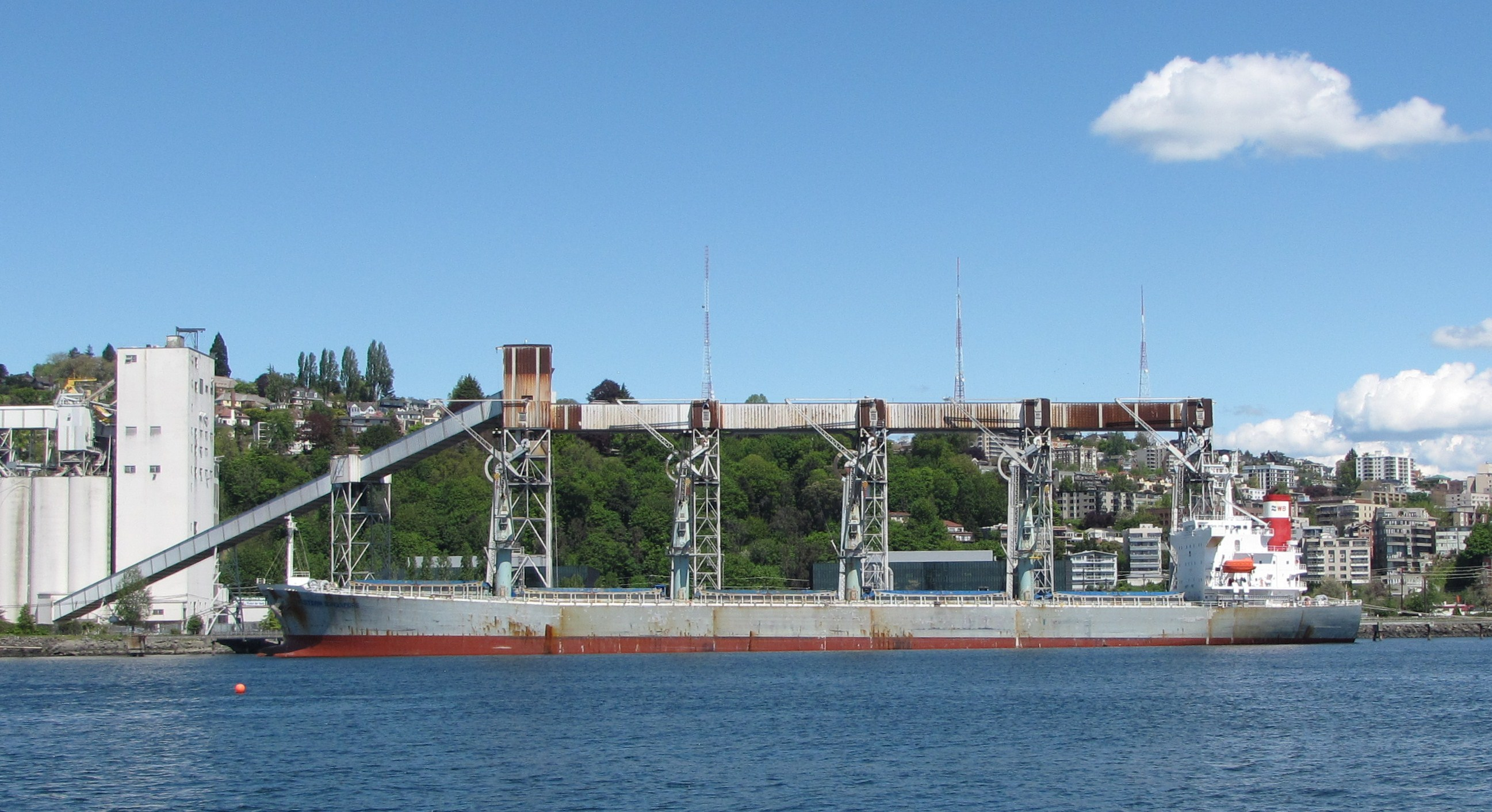
ناقلات الحبوب السائبة وجهاز التحميل ، سياتل 2010

ناقلة السوائب أو ناقلة البضائع السائبة، أو بالعامية، بلكير هو سفينة تجارية مصممة خصيصا لنقل البضائع الصب الغير معبأة، مثل الحبوب والفحم وخام، والاسمنت، ضمن عنابر البضائع. منذ أن تم بناء أول ناقلة البضائع السائبة متخصصة في عام 1852، أدت القوى الاقتصادية إلى التطوير المستمر لهذه السفن، مما أدى إلى زيادة حجمها وتطورها. صممت ناقلات البضائع السائبة اليوم خصيصًا لزيادة السعة والسلامة والكفاءة والمتانة.
اليوم، تشكل ناقلات البضائع السائبة 21٪ من أساطيل التجار في العالم وتتراوح أحجامها من ناقلات البضائع الصغيرة ذات العنبر الواحد إلى سفن ناقلات الخامات العملاقة القادرة على حمل 400000   طن متري من الوزن الثقيل (DWT). يوجد عدد من التصميمات المتخصصة: يمكن للبعض أن يفرغ حمولته بنفسه، والبعض الآخر يعتمد على مرافق الموانئ لتفريغها، والبعض الآخر يقوم بتعبة الشحنة ضمن حاويات عند تحميلها. أكثر من نصف ناقلات البضائع الصب السائبة لها مالكون يونانيون أو يابانيون أو صينيون وأكثر من ربعهم مسجلون في بنما. كوريا الجنوبية هي أكبر دولة واحدة تقوم ببناء سفن ناقلات البضائع الصب، وتم بناء 82٪ من هذه السفن في آسيا.
على ناقلات البضائع الصب، يشارك الطاقم في إدارة تشغيل وصيانة السفينة التي تهتم بالسلامة والملاحة والصيانة وتداول البضائع، وفقًا للتشريعات البحرية الدولية. تختلف عمليات تحميل البضائع من حيث التعقيد ويمكن أن يستغرق تحميل وتفريغ البضائع عدة أيام. ناقلات البضائع السائبة يمكن أن تكون بدون رافعات (تعتمد على روافع الموانئ) أو مجهزة برافعات (لها رافعات كجزء من السفينة). يمكن أن يتراوح حجم الطواقم من ثلاثة أشخاص على أصغر سفن إلى أكثر من 30 على أكبرها.
البضائع السائبة يمكن أن تكون عالية الكثافة أو قابلة للتآكل أو كاشطة. قد يؤدي ذلك إلى حدوث مشكلات تتعلق بالسلامة: يمكن أن يؤدي تحرك البضائع، والاحتراق الذاتي، وتشبع البضائع (زيادة وزنها) إلى تهديد سلامة السفينة. لقد تم ربط استخدام السفن القديمة التي تعاني من مشاكل التآكل مع ظاهرة متكررة لغرق ناقلات البضائع الصب في التسعينيات، بالإضافة لفتحات اغطية العنابر الكبيرة. التي على الرغم من تسهيلها عملية تداول البضائع بكفاءة، فإنها تسمح بدخول كميات كبيرة من المياه في العواصف أو عند كون السفينة مهددة بالغرق. منذ ذلك الحين تم وضع لوائح دولية جديدة لتحسين تصميم السفن والكشف عليها، ولتسهيل عملية اخلاء الطاقم للسفينة.

## التعريف

المقطع العرضي لناقلة بضائع صب. 1.عنبر البضائع 2. غطاء فتحة العنبر 3. خزان مياه الصابورة العلوي (او الزيت) 4. خزانات القاع لمياه الصابورة 5. خزان الركن السفلي ،من اجل مياه الصابورة.

تم تعريف المصطلح " " بطرق مختلفة. اعتبارًا من عام 1999، تُعرِّف الاتفاقية الدولية لسلامة الأرواح في البحر ناقلات البضائع السائبة بأنها «سفينة صُنعت على سطح واحد وخزانات جانبية وصهاريج هوبر في أماكن الشحن وتهدف إلى حمل البضائع الجافة بكميات كبيرة؛ خام الناقل، أو الناقل الجمع.»  تستخدم معظم مجتمعات التصنيف تعريفًا أوسع نطاقًا، يكون به الناقل السائب أي سفينة تحمل بضائع جافة غير معبأة. يمكن لسفن الشحن متعددة الأغراض أن تحمل البضائع بكميات كبيرة، ولكن يمكنها أيضًا أن تحمل شحنات أخرى وليست مصممة خصيصًا للنقل بكميات كبيرة. يستخدم المصطلح «ناقلات البضائع السائبة الجافة» للتمييز بين ناقلات البضائع السائبة وناقلات السوائل السائبة مثل ناقلات النفط أو الكيماويات أو غاز البترول المسال. لا يمكن تمييز ناقلات البضائع الصغيرة جدًا عن سفن الشحن العامة، وغالبًا ما يتم تصنيفها بناءً على استخدام السفينة أكثر من تصميمها.
يتم استخدام عدد من الاختصارات لوصف ناقلات البضائع السائبة. يصف «OBO» ناقلة البضائع السائبة التي تحمل مزيجًا من المواد الخام والصب والنفط، ويتم استخدام "O / O" لحاملات الزيوت المركبة والخام المركبة. تم وضع مصطلح "VLOC"، و "VLBC"، و "ULOC"، و "ULBC" بالنسبة للناقلات الكبيرة والكبيرة للغاية من ناقلات النفط الكبيرة من ناقلات النفط العملاقة الكبيرة جدًا والناقلة الخام الكبيرة جدًا.

## التاريخ
قبل تطوير ناقلات البضائع الصب المتخصصة، كان لدى الشاحنين طريقتان لنقل البضائع الصب عن طريق السفن. في الطريقة الأولى، قام رجال الموانيء بتحميل الشحنة في أكياس، ووضعوا الأكياس على المنصات، ووضعوا المنصات في حاوية الشحن برافعة. الطريقة الثانية تطلب من الشاحن استئجار سفينة بأكملها وقضاء بعض الوقت والمال لبناء صناديق من الخشب الرقائقي في العنبر. ثم، ادخال الشحنة عبر الفتحات الصغيرة، يجب إنشاء اقماع خشبية ولوحات تحريك للتوجيه. كانت هذه الطرق بطيئة وتحتاج الكثير من الايدي العاملة. كما هو الحال مع سفينة الحاويات، فإن الحاجة إلى الشحن والتفريغ الفعّال دفعت بتطور ناقلة البضائع السائبة.  
بدأت ناقلات البضائع السائبة المتخصصة في الظهور حيث أصبحت السفن التي تعمل بالبخار أكثر شيوعًا.  أول سفينة بخارية تم التعرف عليها كناقلة بضا كانت ناقلة الفحم البريطانية SS John Bowes في عام 1852. ظهرت بدن معدني ومحرك بخاري وخزانات صابورة يستخدم مياه البحر بدلاً من أكياس الرمل. ساعدتها هذه الميزات على النجاح في سوق الفحم البريطاني. أول مفرغ ذاتي كان سفينة شحن البحيرات Hennepin في عام 1902 ضمنالبحيرات العظمى. هذا يقلل بشكل كبير من وقت التفريغ لشركات النقل السائبة باستخدام حزام ناقل (قشاط أو كونفوير) لتحريك البضائع. بدأت أولى ناقلات السائبة بمحرك الديزل في الظهور في عام 1911.
قبل الحرب العالمية الثانية، كان الطلب على الشحن الدولي للمنتجات السائبة (الصب) منخفضًا - حوالي 25   مليون طن لخامات المعادن   - وكان معظم هذه التجارة ساحليًا. ومع ذلك، في البحيرات الكبرى، نقلت ناقلات السائبة كميات كبيرة من الخام من المناجم الشمالية إلى مصانع الصلب. في عام 1929، تم نقل 73 مليون طن من خام الحديد ضمن البحيرات، كما تم نقل كمية متساوية تقريبًا من الفحم والحجر الجيري ومنتجات أخرى. ظهرت بالفعل صفتان محددتان لناقلات السائبة: القاع المزدوج (DOUBLE BOTTOM)، الذي تم اعتماده في عام 1890، والهيكل المثلثي لخزانات الصابورة، الذي تم تقديمه في عام 1905. بعد الحرب العالمية الثانية، بدأت تجارة البضائع الصب السائبة الدولية في التطور بين الدول الصناعية، خاصة بين الدول الأوروبية والولايات المتحدة واليابان. نظرًا لاقتصاديات هذه التجارة، أصبحت ناقلات كميات كبيرة في المحيطات أكبر وأكثر تخصصًا. في هذه الفترة، زاد حجم تجارة سفن الشحن في البحيرات الكبرى، لزيادة الحجم الاقتصادي، وأصبحت التفريغ الذاتي أكثر شيوعًا لتقليل وقت العمل. أساطيل الألف قدم في البحيرات العظمى، التي بنيت في السبعينيات، كانت من بين أطول السفن عائمة وفي عام 1979، تم نقل 214 مليون طن من البضائع (الصب) السائبة ضمن البحيرات العظمى.

## التصنيفات
| فئات حجم الناقل السائبة الرئيسية |                    |       |                 |                  |                    |
| اسم                              | الحجم في <br/> DWT | السفن | الحركة الملاحية | جديد <br/> السعر | مستخدم <br/> السعر |
| هاندي سايز                       | 10000 إلى 35000    | 34٪   | 18٪             | 25 مليون دولار   | 20 مليون دولار     |
| هاندي ماكس                       | 35000 إلى 59000    | 37٪   | 18٪             | 25 مليون دولار   | 20 مليون دولار     |
| باناماكس                         | 60.000 إلى 80.000  | 19٪   | 20٪             | 35 مليون دولار   | 25 مليون دولار     |
| كاب سايز                         | 80000 وأكثر        | 10٪   | 62٪             | 58 مليون دولار   | 54 مليون دولار     |

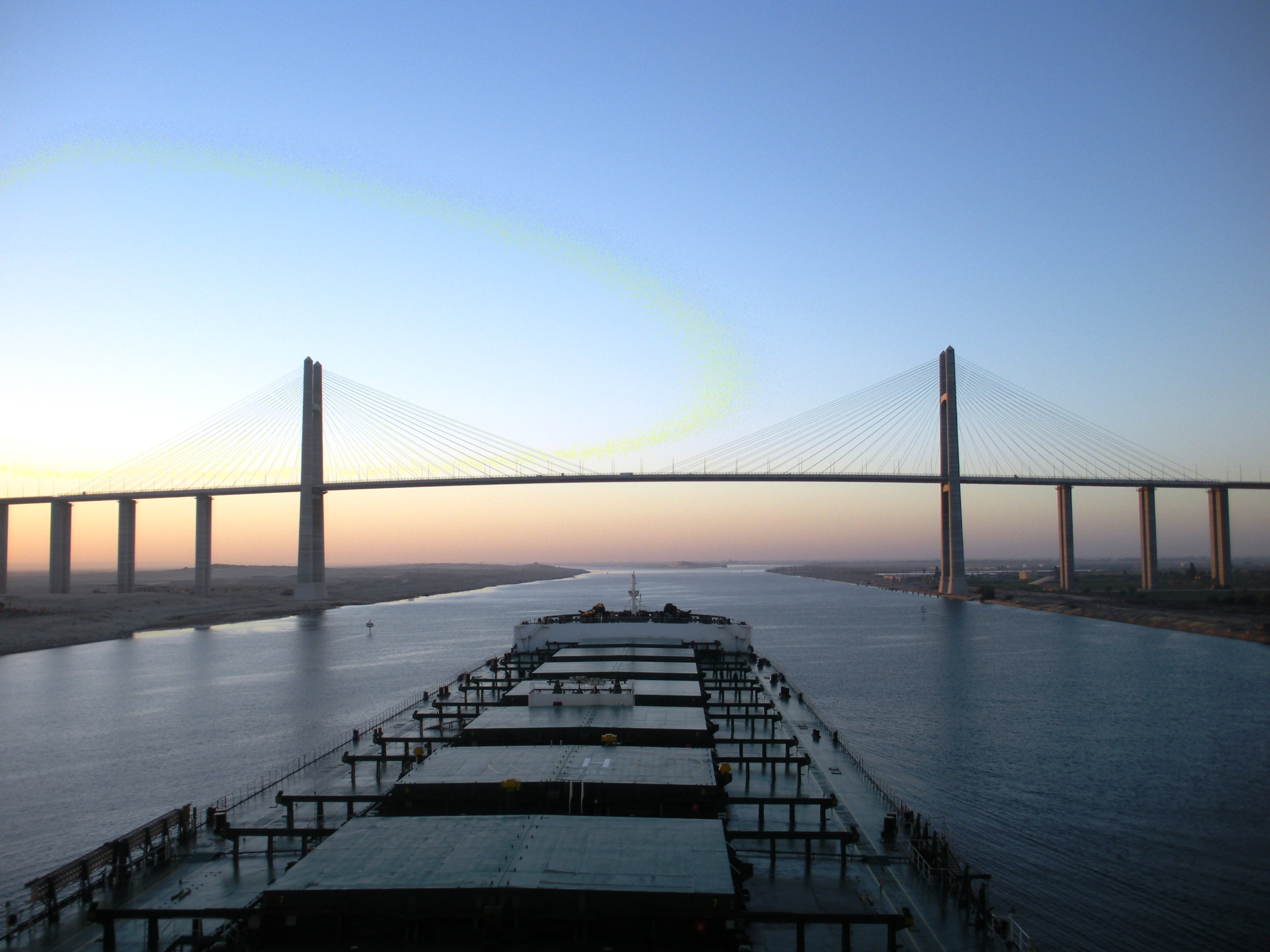
بعد تعميق قناة السويس ، تقترب ناقلة ضخمة الحجم من جسر الصداقة المصرية اليابانية

وتقسم ناقلات البضائع السائبة إلى ست فئات رئيسية حجم: صغيرة، handysize ، handymax ، باناماكس، capesize ، وكبيرة جدا. تقع ناقلات البضائع السائبة والخام الكبيرة جدًا في فئة كاب سايز لكن غالبًا ما يتم اعتبارها مستقلة عنها.

### الفئات حسب المناطق
تظهر الفئات في التجارة الإقليمية، مثل Kamsarmax و  Seawaymax و Setouchmax و Dunkirkmax و Newcastlemax أيضًا في التجارة الإقليمية. 
- كامسرماكس: الحد الأقصى للطول الكلي 229 مترًا يشير إلى نوع جديد من السفن، أكبر من باناماكس، مناسب للرسو في ميناء كامسار (جمهورية غينيا)، حيث تقتصر محطة التحميل الرئيسية للبوكسيت على السفن التي لا تزيد عن 229 مترًا.[21]
- «نيوكاسلماكس» : الحد الأقصى للحزمة 50 مترًا، والحد الأقصى للطول الإجمالي 300 متر يشير إلى أكبر سفينة قادرة على دخول ميناء نيوكاسل، أستراليا بحوالي 185000 DWT [22]
- «سيتوتشماكس»: حوالي 203000 DWT ، كونها أكبر السفن القادرة على الإبحار في بحر سيتوشي، اليابان
- «سيواي ماكس» : LOA 226 م كحد أقصى / 7.92 م غاطس. يشير إلى أكبر سفينة يمكن أن تمر عبر أقفال قناة سانت لورانس سيواي (البحيرات الكبرى، كندا) [23]
- "Malaccamax" : LOA 330 م / 20 م غاطس / 300000 DWT ، تشير إلى أكبر سفينة يمكن أن تمر عبر مضيق ملقا.
- "Dunkirkmax" : الحد الأقصى للحزمة المسموح بها = 45 م / LOA 289 م. الحد الأقصى (175000 DWT تقريبًا) لقفل المرفأ الشرقي في ميناء دونكيرك (فرنسا)

تنتشر ناقلات السائبة الصغيرة في فئة السفن الصغيرة بسعة أقل من 10,000 . تحمل ناقلات السائبة الصغيرة من 500 إلى 2500   طن، لديها عقد واحد، وهي مصممة للنقل النهري. غالبًا ما يتم بناؤها لتكون قادرة على المرور تحت الجسور ولديها أطقم صغيرة من ثلاثة إلى ثمانية أشخاص.
سفن Handysize و Handymax هي سفن أغراض عامة في طبيعتها.  يمثل هذان النوعان71٪ من جميع شركات الشحن الأكبر حجمًا التي تزيد عن 10,000 وأيضا لديها أعلى معدل نمو. ويرجع ذلك جزئيًا إلى اللوائح الجديدة التي دخلت حيز التنفيذ والتي وضعت قيودًا أكبر على بناء سفن أكبر. عادة ما تكون هذه السفن سفن Handymax 150-200   م في الطول و 52000  –  58,000 مع خمس عنابر شحن وأربع رافعات. هذه السفن هي أيضا سفن أغراض عامة في طبيغ.
يحدد حجم سفينة باناماكس على غرف احواض قناة بنما، والتي يمكن أن تستوعب السفن التي يصل عرضها إلى 32.31   م، بطول إجمالي يصل إلى 294.13   م، غواطس تصل إلى 12.04   م.
السفن من تصنيف كاب سايز لها حجم أكبر من أن تجتاز قناة بنما ويجب أن تدور حول كيب هورن للسفر بين المحيط الهادئ والمحيط الأطلسي. في وقت سابق، لم تستطع السفن ذات الحجم الكبير اجتياز قناة السويس وكانت بحاجة إلى التجول في رأس الرجاء الصالح. تعميق قناة السويس مؤخراً إلى 66   قدم (20   م) يسمح لمعظم السفن ذات الحجم الكبير بالمرور خلالها.
ناقلات البضائع الصب السائبة الكبيرة الحجم (كاب سايز) المتخصصة: 93 ٪ من حمولتها هي خام الحديد والفحم.  تتجاوز بعض السفن على ممر البحيرات العظمى المائي أبعاد باناماكس ولكنها محدودة الاستخدام في البحيرات الكبرى لأنها لا تستطيع المرور عبر ممر سانت لورانس الصغير إلى المحيط. ناقلات الخام الكبيرة جدًا وناقلات البضائع الصب الكبيرة جدًا هي مجموعة فرعية من فئة كاب سايز والتي تشمل السفن التي تزيد عن 200,000 طن (dead weight).  تم تصميم الناقلات من هذا الحجم بشكل شبه تام لحمل خام الحديد.
| أنواع الناقل السائبة (الصب) العامة | |
| توضيح                              | وصف |
|                                    | عادة ما تكون ناقلات السائبة ذات الروافع في نطاق حج هاندي سايز إلى نطاق حجم handymax على الرغم من وجود عدد صغير من سفن باناماكس مجهزة بروافع، مثل جميع ناقلات السائبة التي تتميز بسلسلة من العنابر التي تغطيها أغطية العنابر. ولديها الرافعات، الاوناش أو عدة شحن (ذات حزام ناقل) التي تسمح لها بتحميل أو تفريغ البضائع في الموانئ دون معدات على البر. وهذا يمنح ناقلات البضائع السائبة المرونة في الشحنات التي يمكنها حملها والخطوط الملاحية التي يمكنها السفر ضمنها. (الصورة: ناقل (صب) سائب هاندي سايز مجهز بروافع) |
|                                    | تم تصميم ناقلات مشتركة لنقل البضائع السائلة والجافة على حد سواء. إذ يتم حمل كليهما في وقت واحد، يتم فصلهما في عنابر وخزانات منفصلة. تتطلب الناقلات المشتركة تصميمًا خاصًا ومكلفا. كانت سائدة في السبعينيات، لكن أعدادهم تضاءلت منذ عام 1990. (الصورة: خط أنابيب النفط وعنابر الشحنةا لجافة على متن المايا .) |
|                                    | حاملات بدون روافع هي ناقلات سائبة بدون رافعات أو عدة شحن . تعتمد هذه السفن على المعدات الموجودة في الموانئ الخاصة للتحميل والتفريغ. وهي تتنوع عبر جميع الأحجام، ولا يمكن لشركات الشحن الأكبر حجمًا (VLOCs) أن ترسو إلا في أكبر الموانئ، وقد تم تصميم بعضها مع وضع التجارة من مرفأ إلى آخر في الاعتبار. يوفر استخدام ناقلات البضائع السائبة بدون تروس تكاليف تركيب الرافعات وتشغيلها وصيانتها. (الصورة: بيرجي أثين ، طن225،000 ناقلة البضائع السائبة .)                                                                 |
|                                    | إن الناقلات ذاتية التفريغ هي ناقلات سائبة ذات أحزمة ناقلة، أو باستخدام حفارة يتم تركيبها على معبريمر فوق فتحات عنابر السفينة بالكامل، وهي قادرة على التحرك الجانبي أيضًا. هذا يسمح لهم بتفريغ حمولتهم بسرعة وكفاءة. (الصورة: جون ب. إيرد سفينة شحن ذاتية التفريغ في البحيرة .) |
|                                    | ليكرز هي الناقلات السائبة البارزة في البحيرات الكبرى، والتي يمكن تحديدها غالبًا من خلال وجود مدخل أمامي يساعد في عبور الأقفال. تعمل في المياه العذبة، وتعاني هذه السفن من أضرار أقل للتآكل ولها عمر أطول بكثير من سفن المياه المالحة. اعتبارا من عام 2005، كان هناك 98 ليكرز من 10,000 أو أكثر. (الصورة: إدوارد ل. رايرسون ، ناقلة البضائع السائبة في منطقة البحيرات الكبرى.) |
|                                    | BIBO أو ناقلات البضائع السائبة "تحمل بضائع صب سائبة وتفرغها بشكل أكياس " كما هو موضح في الصورة، هو ناقل سائب لـ BIBO. في ساعة واحدة، يمكن لهذه السفينة تفريغ 300 طن من السكر السائب وتعبئته في أكياس بوزن 50 كغ للكيس |